# Kováts Ferenc (mérnök)
Kováts Ferenc (Győr, 1746 körül – Dég, 1819. február 9.) író, lapszerkesztő, drámafordító. Okleveles mérnök és megyei főmérnök volt Veszprémben, később Festetich Antal királyi kamarásnak jószágigazgatója.

## Élete
Győrből származott át Veszprém megyébe és előbb Pápán, azután Dégen lakott (Veszprém megye). Ifjú korában hosszabb időt töltött külföldön, mérnöki tanulmányokkal foglalkozva. Nemcsak műszerekkel, földabrószokkal és diplomával, hanem egy kis könyvtárral is tért haza, melyben a főhelyet La Fontaine, Boileau és Voltaire művei foglalták el. Levelezett Csokonaival, Péczelyvel, Horváth Ádámmal és Kazinczyval. Nyelvismerete a magyaron kívül: latin, német és francia. Neje volt Felső-eőri Eőry Juliánna (Eőry János ügyvéd, a pápai ref. egyházközség főgondnoka és nemes Torkos Julianna leánya), akitől öt leánygyermeke: Mária (1797), Rozália (1799), Anna (1806), Terézia (Literaty Jánosné, az írónő) és Katalin (Beöthy Gáspár neje, Beöthy Zsigmond költő anyja, akinek unokája Beöthy Zsolt egyetemi tanár) és két fia: Ferenc (1801) és Pál (szül. 1808. július 1. az orvosdoktor és író) született. Kováts 1816-ban a dégi református egyháznak 100 forintot adományozott. Meghalt 1819. február 9-én Dégen 73 éves korában.
A komáromi Mindenes Gyűjteménybe (1789–90) írt több verset és cikket névtelenül.

## Munkái
- Emberséges ember egész tisztje vagy oly makszimák mellyek szerént az ember magát e világban bölcsen, okosan, Isten és emberek előtt való kedvességgel hordozhatja. A gyenge ifjuság nagy hasznára való nézve franczia nyelvből magyarra fordíttatott. Győr, 1775. (Az Előszó kelt Szombathelyen 1774. nov. 1. és ifj. Eszterházy János gróf urfinak van ajánlva). Neve az előszó után van írva Kovács Ferencz Math. (ematikus.)
- Az utak és utszák építésének módja, melyet írt Gautier ur. Mostan pedig hasznos jegyzésekkel megbővítve és szükséges táblákkal megékesítve magyarul kiadott. Pozsony és Kassa, 1778.
- A fejedelmek és hazának barátja avagy, a jó polgár. Pozsony, 1779. (Kézirata Beőthy Zsolt birtokában.)
- A pulpitus. Egy mulatságos vitézi költemény. Az 1767. esztendőbéli (Boileau munkáját) dreszdai nyomtatás szerént magyar versekbe foglalta és az author egy barátjának némely szükségesebb jegyzéseivel. Kiadta .. Győr, 1789. (Kézirata Beőthy Zsolt birtokában.)

Levelei Horváth Ádámhoz, Szentgál, 1788. január 29. (Figyelő VI. 1878. 64. l.), Kazinczy Ferenchez, Pápa, 1792. március 17., szeptember 9.
Kéziratai Beőthy Zsolt egyetemi tanár birtokában voltak: Mesék és regék különféle nagyobb és apróbb darabokkal együtt versekben (eredetiek és fordítások, főképp Hagedorn után); Gray Johanna és Polyxena szomorú játékok; Erkölcsi oktatások három részben: 1. Az öreg Becshalmi a gyermekek közt, 2. Erkölcsi leczkék, 3. A XIX. századbeli fejér nép); Schiller Fieskoját és Brandes J. K. Csalárd szin vagy a kellemetlen férj, vígj. 5 felv. és lefordította; utóbbit elő is adták 1793. ápr. 17. és még kétszer, 1794-ben kétszer és 1809. aug. 11., ekkor Szin megcsal c.